# 163
163 (CLXIII) var ett normalår som började en fredag i den julianska kalendern.

## Händelser

### Okänt datum
- Statius Priscus återerövrar Armenien, varvid Artaxata läggs i ruiner.

## Avlidna
- Ma'nu VIII bar Ma'nu, kung av Osroene